# Foc de la Gleva
El Foc de la Gleva fou un conflicte armat que enfrontà les tropes carlines i les liberals el 23 de març del 1873 als voltants de La Gleva, en el marc de la Tercera Guerra Carlina.

## Antecedents
El 1872 els carlins catalans van ser els primers de llençar-se al carrer per defensar la causa de Carles VII. Després del desastre d'Oroquieta, els carlistes basco-navarresos es van rendir i el pretendent va haver de tornar a fugir a França. Per tant, després d'això els únics que mantenien la causa carlina armada a Espanya eren els catalans.
El pretendent carlí Carles VIII impulsà la lluita a Catalunya enviant-hi el seu germà Alfons Carles de Borbó provinent del Vallespir, que va entrar a Catalunya el 30 de desembre, per trobar-se amb Francesc Savalls al santuari de Finestres el 8 de gener de 1873. Un cop al país va destituir el general Joan Castell, comandant general de la Província de Barcelona, nomenant Jeroni Galceran com a comandant en cap de la Província de Barcelona, i que havia estat ferita Santa Pau el 10 de gener.
El 27 de gener tot l'exèrcit carlí de la província de Barcelona es reuní a Moià des del Penedès, a les ordres de Jeroni Galceran, juntament amb altres cabdills com Vila de Prat, Masachs, Camps o Martí Miret. En total sumaven 1.000 homes i 50 cavalls.
El 19 de febrer Galceran passà per Carme i feu nit a Capellades. A finals de febrer els carlins van endegar una campanya per conquerir Berga, però les tropes del General Castells es van retirar, i les tropes de reforç de Galceran canviaren d'objectiu i es dirigiren cap a Conanglell, i el 2 de març, en arribar a la Serra del Grau, foren sorpresos per un grup d'homes que van disparar les seves armes contra la infanta, que va sortir il·lesa de l'atac. Savalls, en el darrer moment es va retirar de l'avanç quan s'assabentà que Arsenio Martínez-Campos s'acostava amb una columna des d'Olot, de manera que Jeroni Galceran anà cap a La Gleva i els infants cap a Ribes de Freser, que s'havia convertit en el quarter general dels carlins i on s'havia de reunir amb un contingent d'homes que sota el comandament del capità Ribas havien lluitat al costat de l'infant a Roma durant la Unificació italiana.
El general republicà Contreras va sortir de Barcelona el 15 de febrer en persecució dels carlins, amb sis companyies del regiment d'infanteria d'Amèrica, una secció del regiment de cavallería d'Alcantara, una altra d'Almansa, i una altra de Tetuan, i una bateria d'artilleria de muntanya, recorrent el camí entre Esparraguera, Manresa, Moià i Vic, que estava assetjat pels carlins.
El 9 de març Juan Contreras va sortir de Vic en direcció a Conanglell amb un comboi amb queviures, enfrontant-se amb les tropes de Jeroni Galceran, que disposava 800 homes a la riba dreta del Ter, i una partida de 1300 homes comandada per Francesc Savalls. Els carlins es van retirar i els liberals, que no estaven en disposició de perseguir-los per manca de reforços, van haver de tornar a Vic, on van deixar un destacament, i els carlins es van dispersar, però una partida de 1000 homes comandats per Nastallat va atacar Igualada aquella nit, però foren rebutjats. i Francesc Savalls, sense l'amenaça liberal, va emprendre un atac contra Ripoll, que va caure el 23 de març, i Rafael Tristany conqueria La Pobla de Segur i Gerri de la Sal.

## Batalla
Els carlins es reuniren al Lluçanès per reiniciar el setge de Vic i impedir el socors de Berga, i Jeroni Galceran, amb 3000 homes i 100 cavalls, ocupà les alçades a La Gleva i Sant Hipòlit de Voltregà, bloquejant el destacament republicà de Conanglell.
El 23 de març Serafín Asensio Vega va dirigir la columna liberal destinada a proveir Conanglell i aixecar el setge, atacant primer La Gleva amb cinc companyies i una secció, i l'artilleria, desallotjant els carlins comandats per Martí Miret, que es van retirar fins a Sant Hipòlit de Voltregà, on es trobava el gruix de les tropes carlines comandades per Galceran al Castell d'Orís, i els liberals es posicionaren a Santa Llúcia de Sobremunt i el prengueren el Castell d'Orís, on rebutjaren als carlins. José Masuet, amb les tropes de Vic, va sortir en auxili dels liberals, i els carlins, que perderen Galceran en combat, es van retirar i el comboi finalment arribà a Conanglell.

## Conseqüències
Els carlins s'incorporaren al setge a Berga que conduïa Francesc Savalls i els liberals abandonaren el destacament de Conanglell, retirant-se a Vic, i Berga va caure en 27 de març, i finalment Juan Contreras va tornar a Barcelona, on va dimitir el 31 de març.